# 367
Năm 367 là một năm trong lịch Julius. 